# Ireneusz Kłos
Ireneusz Kłos est un ancien joueur désormais entraîneur polonais de volley-ball né le 14 octobre 1959 à Gorzów Wielkopolski (voïvodie de Lubusz). Il mesure 1,96 m et jouait passeur. Il totalise 337 sélections en équipe de Pologne.

## Biographie
Il est récipiendaire de la croix de chevalier de l'ordre Polonia Restituta en 2005.

## Clubs
| Club            | De        | À         |
| --------------- | --------- | --------- |
| Gwardia Wrocław | 1977-1978 | 1988-1989 |
| CV Las Palmas   | 1989-1990 | 1990-1991 |
| AS Grenoble     | 1991-1992 | 1992-1993 |
| CS Bertrange    | 1993-1994 | 1993-1994 |
| CV Las Palmas   | 1994-1995 | 1994-1995 |
| Gwardia Wrocław | 1995-1996 | 1995-1996 |
| AZS Częstochowa | 1997-1998 | 1998-1999 |
| Gwardia Wrocław | 2000-2001 | 2000-2001 |

## Palmarès
- Championnat d'Europe
  - Finaliste : 1979, 1981, 1983
- Championnat de Pologne (4)
  - Vainqueur : 1980, 1981, 1982, 1999
  - Finaliste : 1983, 1984
- Championnat d'Espagne (2)
  - Vainqueur : 1990, 1991
  - Finaliste : 1995
- Coupe d'Espagne (1)
  - Vainqueur : 1991
  - Finaliste : 1990, 1995